# Hell Awaits
 (octobre 2016).
Le contenu est difficilement compréhensible vu les erreurs de traduction, qui sont peut-être dues à l'utilisation d'un logiciel de traduction automatique.
Albums de Slayer
Live Undead
(1984) Reign in Blood
(1986)
Hell Awaits  (littéralement L'Enfer attend) est le deuxième album studio du groupe de thrash metal américain Slayer, publié par Metal Blade Records en 1985. L'album précédent du groupe, Show No Mercy, étant devenu "l'album le plus vendu" chez Metal Blade Records, le producteur Brian Slagel souhaita produire un deuxième album de Slayer. À cette fin, Brian Slagel a financé le budget d'enregistrement (Show No Mercy avait été financé par les membres du groupe) et a recruté plusieurs producteurs expérimentés pour l'assister.
Comme sur leur premier album,Show No Mercy, les paroles évoquent l'enfer et Satan. L'introduction de la première piste "Hell Awaits" jouée à l'envers révèle l'expression répétée "join us" (en français "rejoignez-nous"). Musicalement, l'album est plus progressif et plus diversifié  que leurs précédentes productions  : d'après Kerry King, lui et Jeff Hanneman écoutaient beaucoup Mercyful Fate à l'époque, ce qui a donné lieu à des chansons plus longues et plus progressives. Les morceaux les plus populaires de Hell Awaits ont été ré-enregistrés par divers groupes de metal et sont apparus sur plusieurs albums hommages. Des musiciens tels que le chanteur Phil Anselmo et le batteur Gene Hoglan citent Hell Awaits comme une de leurs influences.

## Enregistrement
Précédent album de Slayer, Show No Mercy, devenu "l'album le plus vendu" chez Metal Blade Records, avec plus de 40 000 exemplaires vendus à travers le monde; le succès a inspiré le producteur Brian Slagel de vouloir un autre album du groupe. Slagel embauche le producteur Ron Fair, qui a travaillé pour Chrysalis Records, et avait vu le groupe en concert et ont apprécié leur performance. En voyant Slayer en studio, a déclaré: "Wow, ces gars-là sont vraiment en furie", comme il n'avait pas d'expérience de travail avec des musiciens de heavy metal. Slagel finance l'album, à l'opposé de Show No Mercy, qui a été financé par chanteur Tom Araya, qui a utilisé ses gains en tant que inhalothérapeute, et un prêt du père du guitariste Kerry King.

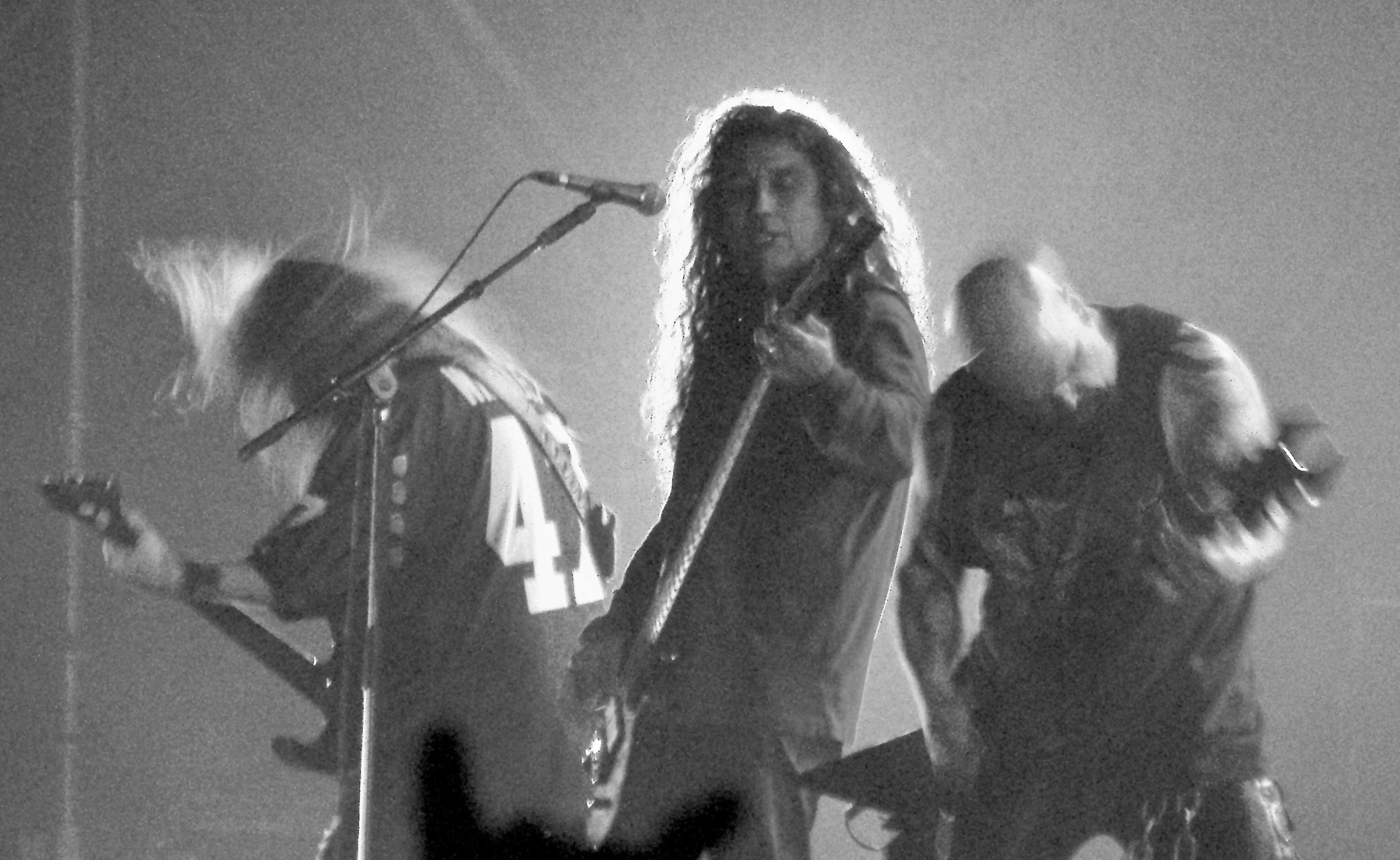
Slayer au Hellfest en 2007.

Le budget organisé par Slagel permit de l'aide professionnelle. Bernie Grundman a fourni le matériel audio, Eddy Schreyer a travaillé sur le remastering, et le projet de loi Metoyer, qui a travaillé sur une version antérieure du groupe Haunting the Chapel, a agi comme ingénieur du son. L'enregistrement présenté des effets audio tels que l'intro de "Hell Awaits" une voix démoniaque qui répète à l'envers "Join us", se terminant par "Welcome back". Pourtant, Araya a déclaré plus tard que l'album était de mauvaise qualité : "De nos jours, la production d'une montre, c'est tellement normal, mais pour ce qu'elle était à l'époque, c'était des enregistrements incroyables pour moi. J'imagine que nous pourrions y aller et le refaire. Mais pourquoi tout gâcher?"
Le batteur Dave Lombardo, d'autre part, affirme que l'album a été fait de façon plus professionnel par rapport à Show No Mercy : « Je n'ai pas eu à re-enregistrer les cymbales, et nous avons eu un très bon ingénieur". La chanson préférée de Lombardo était At Dawn They Sleep, "parce qu'il était un peu lent et sale, mais il avait ce double grosse caisse à une partie de la fin". Lors de l'enregistrement de la piste, ni les guitaristes King et Jeff Hanneman qui a écrit les paroles étaient dans le studio - seulement Araya et Slagel. En lisant les paroles, qui présentaient un mot mal orthographié, Araya a chanté comme c'était indiqué, mais ce n'est pas un vrai mot.

## Tournée
Afin de promouvoir Hell Awaits, Slayer engage la Combat Tour avec Venom et Exodus. Le guitariste de Exodus Gary Holt a déclaré: "Nous avons immédiatement collé avec les gars de Slayer. C'était deux groupes d'amis jouant avec une bande de héros, vous savez? Nous étions juste une étoile a frappé."
Dans le bus de tournée de Venom (la première fois à Slayer avait été dans l'un) des membres du groupe ont bu avec Venom, tout en écoutant Hell Awaits. Araya dans le bus", a martelé de son esprit", selon Lombardo, en disant: "Je dois aller pisser! Où sont les toilettes dans ce truc?". Le chanteur de Venom Conrad "Cronos" Lant a répondu, en disant: "Ici, ici même dans ma bouche!" Araya le prit littéralement au mot et urina sur ses cheveux. Cronos se leva et lui donne un coup de poing dans le visage, les deux s'accusant mutuellement toute la nuit, et Araya continua la tournée avec un œil au beurre noir. Araya ne voulut plus discuter de l'incident autre que de dire qu'il était ivre et il avait été très irrespectueux.

## Réception
Bien qu'il ne soit pas entré dans les charts, Hell Awaits a été salué dès sa sortie comme l'enregistrement le plus progressiste de Slayer, avec un style thrash beaucoup plus sombre, avec des arrangements inhabituels tels que des tempos différents, et les nuances dissonantes qui « a ouvert la voie à un son tout à fait distinctif qui leur est propre », selon AllMusic. Rivadavia a attribué à l'album quatre étoiles sur cinq, le qualifiant comme d'une « force irrésistible, mais on peut toujours faire un point plus convaincant que Hell Awaits" Les compositions unique redoutables sans doute prouvé qu'il a influencé les futurs groupes de metal extrême". Il a vendu plus de 1 000 000 disques dans le monde selon Brian Slagel.
Dans le livre Legends of Rock Guitar, Hell Awaits a été défini comme "une exploration psychotique dans les profondeurs du satanisme et la torture physique".  Le livre, une chronologie des grands guitaristes de rock qui comprend à la fois Kerry King et Jeff Hanneman, observe l'évolution du groupe par rapport à leur précédent album, Show No Mercy, en disant: « La musicalité est améliorée, tout comme la voix du chanteur Tom Araya[...] Les riffs boueux, qui étaient issus purement de Black Sabbath, sont compensés par quelques-uns des plus rapides du King et solos de Hanneman, donnant l'entrée de Slayer dans le royaume du speed metal ».

## Influence
Le chanteur Phil Anselmo connu pour son travail avec Pantera, Down et Superjoint Ritual -a expliqué dans une interview avec DX Ferris, l'auteur du livre sur l'album Reign in Blood, que "Hell Awaits détient un peu la chose entière. Chaque bit du tout à voir avec la musique heavy. [Slayer] sont des dieux, le meilleur groupe de la Californie, pour sûr". Le musicien norvégien Frode Sivertsen (également connu sous le nom de "E. N. Death"), ancien membre du groupe de black metal Gehenna, dit que la chanson Hell Awaits et la musique de Slayer en général a une influence sur lui en tant que musicien, le classement de l'album dans son top cinq.
Définie comme "l'influence des futurs groupes de metal extrême", les chansons les plus populaires de Hell Awaits ont été ré-enregistrées par les différents groupes de metal underground, et sont apparus dans plusieurs albums hommage, comme Slatanic Slaughter II et Gateway to Hell 2.  La chanson "Hell Awaits" a été repris par Cradle of Filth et Incantation, "Kill Again" par Angelcorpse, "Praise of Death" par Sinister, "At Dawn They Sleep" par Six Feet Under, et "Necrophiliac" par Benediction,.

## Liste des titres
1. Hell Awaits - 6:16
2. Kill Again - 4:56
3. At Dawn They Sleep - 6:17
4. Praise of Death - 5:21
5. Necrophiliac - 3:46
6. Crypts of Eternity - 6:40
7. Hardening of the Arteries - 3:55

Cet album a fait l'objet d'une ré-édition incluant 2 titres de l'EP Haunting the Chapel : Haunting the Chapel et Captor of Sin.

## Composition du groupe
- Tom Araya - chant, basse
- Jeff Hanneman - guitare
- Kerry King - guitare
- Dave Lombardo - batterie